# Port lotniczy Simikot
Port lotniczy Simikot – krajowy port lotniczy położony w Simikot, w Nepalu.